# Дискусии върху противоречията в психоанализата между М. Клайн и А. Фройд
Дискусии върху противоречията са серия от продължителни научни срещи на Британското психоаналитично общество, които се провеждат между октомври 1942 и февруари 1944 г. Те се състоят между Виенската школа и психоаналитиците, подкрепящи Мелани Клайн. Дискусиите водят до разделяне на обществото на три, съответно на клайнианци, фройдисти и средна група или независима група.
В тези сесии различията между „класическите“ фройдистки аналитици и новата клайнианска теория се обсъждат с голяма страст. Фройдистката страна е представяна от Ана Фройд, която се съпротивлява спрямо ревизията на теория и метода, предложена от Клайн, чиято ревизия идва от работата и като аналитик на малки деца.
Групата на Клайн включва Сюзън Съдърланд, Джоан Ривиер, Паула Хайман и Роджър Мъни-Кърл. Групата на Ана Фройд включва Кейт Фрийдлендър, Илзе Хелман и Вили Хофер. Средната група, която се опитва да окаже въздържаща сила включва Ела Шарп, Джеймс Стрейчи, Силвия Пейн, Доналд Уиникът, Уилям Гилеспи, Марджъри Брирли и по-късно Майкъл Балинт.
Решението, което се взема накрая е повече политическо, отколкото теоретично и с „джентълменско споразумение“ двете страни се съгласяват да не се опитват да вземат контрола над обществото. Съгласието е в сила и до днес като фройдистките и клайнински подходи съществуват рамо до рамо в институцията и се намират в различни отдели за обучение.